# Estação Diagonal Biobío
A Estação Diagonal Biobío é uma das estações do Biotrén, situada em San Pedro de la Paz, entre a Estação Juan Pablo II e a Estação Alborada. Administrada pela Ferrocarriles del Sur (FESUR), faz parte da Linha 2.
Foi inaugurada em 24 de novembro de 2005. Localiza-se no cruzamento da Avenida Diagonal Bío Bío com a Rodovia Concepción-Lota. Atende o setor de San Pedro.